# Doraemon: Nobita to Sora no Utopia
Doraemon: Nobita to Sora no Utopia (映画ドラえもん: のび太と空の理想郷?) es una película japonesa de anime, ciencia ficción y aventura. Es la película número 42 de la serie de películas animadas de Doraemon creado por Fujiko F. Fujio. Dirigida por Takumi Doyama y escrita por Ryota Furusawa, se estrenó el 3 de marzo de 2023.

## Sinopsis
Doraemon, Nobita y sus amigos van en busca de Utopía, una tierra perfecta en el cielo donde todos viven felices, usando una aeronave que tiene una función de distorsión del tiempo.

## Reparto
| Personaje           | Actor de voz original Japón | Actor de doblaje       |
| ------------------- | --------------------------- | ---------------------- |
| Doraemon            | Wasabi Mizuta               | Estíbaliz Lizárraga    |
| Nobita Nobi         | Megumi Ohara                | Nuria Marín Picó       |
| Shizuka Minamoto    | Yumi Kakazu                 | Sonia Torrecilla       |
| Takeshi 'Gian' Goda | Subaru Kimura               | Alberto Escobal García |
| Suneo Honekawa      | Tomokazu Seki               | Antón Palomar          |
| Sonia               | Ren Nagase                  | Roger Isasi-Isasimendi |
| Hanna               | Inori Minase                | Jaione Insausti        |
| Marimba             | Marina Inoue                | Pilar Ferrero          |